# Опасные химические вещества
Опасные химические вещества (или опасные токсичные химические вещества) — химические вещества, прямое или опосредованное воздействие которых на человека может вызвать острые и хронические заболевания или гибель.
Сокращённое наименование — ОХВ.

## Классификация
Среди опасных химических веществ (опасных токсичных химических веществ) принято выделять аварийно химически опасные вещества (АХОВ), ранее именуемые в научной и технической литературе, как сильнодействующие ядовитые вещества (СДЯВ). 
Аварийно химически опасное вещество (АХОВ) — это опасное химическое вещество, которое применяется в промышленности и сельском хозяйстве и при аварийном выбросе (разливе) которого может произойти заражение окружающей среды в поражающих живой организм токсических дозах.
К опасным химическим веществам (опасным токсичным химическим веществам) не относятся отравляющие вещества (или боевые отравляющие вещества). Отравляющее вещество (ОВ) — это ядовитое химическое вещество, обладающее определенными токсическими и физико-химическими свойствами и вызывающее поражение людей, заражение воздуха, местности, вооружения и другой техники. Отравляющее вещество, в отличие от опасного химического вещества (опасного токсичного химического вещества), выделяется своей ядовитостью, а также способностью не только поражать людей (приводить к их гибели), но заражать воздух, местность, технику. При необходимости обеспечения защиты от отравляющих веществ (боевых отравляющих веществ) применяются иные средства индивидуальной защиты, нежели при необходимости обеспечения защиты от опасных химических веществ (опасных токсичных химических веществ).
В соответствии с ГОСТ 12.1.007-76 "Вредные вещества. Классификация и общие требования безопасности", по степени воздействия на организм человека ОХВ разделяются на 4 класса опасности:
| Наименование                                                                          | Норма для класса опасности | Норма для класса опасности | Норма для класса опасности | Норма для класса опасности |
| показателя                                                                            | 1-го                       | 2-го                       | 3-го                       | 4-го                       |
| Предельно допустимая концентрация (ПДК) вредных веществ в воздухе рабочей зоны, мг/м³ | ≤0,1                       | ≤1,0                       | ≤10,0                      | >10,0                      |
| Средняя смертельная доза при введении в желудок, мг/кг                                | ≤15                        | ≤150                       | ≤5000                      | >5000                      |
| Средняя смертельная доза при нанесении на кожу, мг/кг                                 | ≤100                       | ≤500                       | ≤2500                      | >2500                      |
| Средняя смертельная концентрация в воздухе, мг/м³                                     | ≤500                       | ≤5000                      | ≤50000                     | >50000                     |
| Коэффициент возможности ингаляционного отравления (КВИО)                              | >300                       | ≤300                       | ≤30                        | ≤3                         |
| Зона острого действия                                                                 | ≤6                         | ≤18                        | ≤54                        | >54                        |
| Зона хронического действия                                                            | >10,0                      | ≤10,0                      | ≤5,0                       | ≤2,5                       |

- 1 класс, чрезвычайно опасные;
- 2 класс, высокоопасные;
- 3 класс, умеренноопасные;
- 4 класс, малоопасные.

В соответствии с Федеральным законом от 20.06.1997 г. № 116-ФЗ "О промышленной безопасности опасных производственных объектов" ОХВ классифицируются следующим образом:
| Показатель                                                                                                  | Высокотоксичные вещества | Токсичные вещества | Вещества, представляющие опасность для природной среды |
| Средняя смертельная доза при введении в желудок, мг/кг                                                      | ≤15                      | ≤200               |                                                        |
| Средняя смертельная доза при нанесении на кожу, мг/кг                                                       | ≤50                      | ≤400               |                                                        |
| Средняя смертельная концентрация в воздухе, мг/м³                                                           | ≤0,5                     | ≤2,0               |                                                        |
| Средняя смертельная доза при ингаляционном воздействии на рыбу в течение 96 часов, мг/л                     |                          |                    | ≤10                                                    |
| Средняя концентрация яда, вызывающая определённый эффект при воздействии на дафнии в течение 48 часов, мг/л |                          |                    | ≤10                                                    |
| Средняя ингибирующая концентрация при воздействии на водоросли в течение 72 часов, мг/л                     |                          |                    | ≤10                                                    |